# Osceola Apartment Hotel
L'Osceola Apartment Hotel est une résidence de tourisme américaine à Miami Springs, dans le comté de Miami-Dade, en Floride. Livrée en 1926 dans le style Pueblo Revival, elle est inscrite au Registre national des lieux historiques depuis le 1er novembre 1985.